# Swetkawiza Targowischte
PFC Swetkawiza Targowischte (bulgarisch ПФК Светкавица Търговище) ist ein bulgarischer Fußballverein aus der ostbulgarischen Stadt Targowischte, der in der Spielzeit 2012/13 in der zweiten bulgarischen Liga spielte, der B Grupa 2012/13.
Insgesamt hat Targowischte 49 Jahre (Landesrekord!) in der Zweiten Liga, der heutigen B Grupa, zugebracht.

## Geschichte

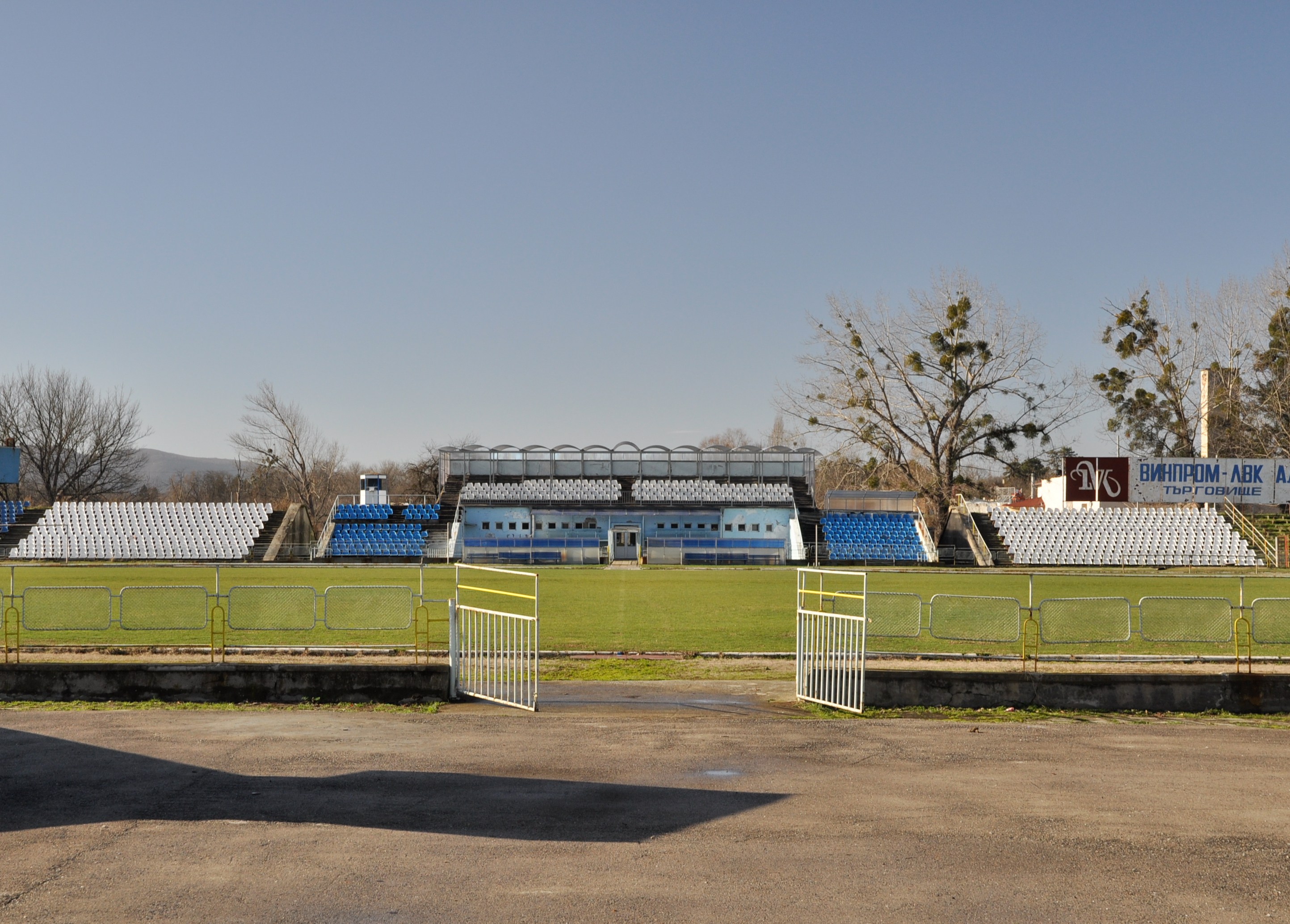
Dimitar-Burkow-Stadion

Die Vereinsgründung erfolgte am 6. Juli 1922 durch Zusammenschluss der benachbarten Vereine Lewski und Botew in Targowischte. In der Saison 1961/1962 erreichte der Verein erstmals die B Grupa. Den größten Erfolg verzeichnete Swetkawiza 1974, als sie die Aufstiegsrunde erreichten. 1987 stieg der Verein ab, kehrte aber 1989 in die zweite Division zurück.
2010/2011 erreichte man den vierten Platz in der Ostgruppe, die beste Platzierung 1973/1974, und damit eine Teilnahme an der Play-off-Runde. Nach einem 3:1-Sieg am 17. Juni 2011 gegen den FK Etar Weliko Tarnowo war der Aufstieg in die 1948 gegründete Eliteliga perfekt. Allerdings musste man nach nur einer Spielzeit als abgeschlagener Tabellenletzter direkt wieder in die B Grupa absteigen.